# І Всеукраїнський з'їзд товариств «Просвіта»
Перший Всеукраїнський з'їзд товариств «Просвіта» — відбувся 20—23 вересня (3 — 6 жовтня) 1917 року в Києві за ініціативою відділу позашкільної освіти генерального секретарства народної освіти УЦР. До підготовчої комісії входили представники Київського товариства «Просвіта», культурно-просвітньої комісії при Всеукраїнській раді військових депутатів, Жіночого українського союзу тощо.
У з'їзді взяли участь 232 просвітянські організації, у тому числі 177 представників від 164 «Просвіт», 9 — від 7 спілок «Просвіт», 12 — від селянських спілок, 4 — від земських управ, 21 — від інших організацій. З'їзд обговорив політичні питання та визначив завдання просвітянських організацій (освітня робота, піднесення політичної і національної свідомості мас). З'їзд ухвалив резолюції: «Про шкільну та позашкільну освіту», «Про видавничу справу», «Про народний спів та музику», «Про організування „Просвіт“», «Про народний театр».
З'їзд обрав Головну Управу Всеукраїнської спілки товариств «Просвіта». До президії Головної управи увійшли Василь Королів (голова), Максим Синицький (товариш голови), Чайківський (товариш голови), Марія Ішуніна (секретар), Єрмоленко (секретар), Євмен Лукасевич (скарбник).